# Cantón de Damvillers
El cantón de Damvillers era una división administrativa francesa, que estaba situada en el departamento de Mosa y la región de Lorena.

## Composición
El cantón estaba formado por veinte comunas:
- Azannes-et-Soumazannes
- Brandeville
- Bréhéville
- Chaumont-devant-Damvillers
- Damvillers
- Delut
- Dombras
- Écurey-en-Verdunois
- Étraye
- Gremilly
- Lissey
- Merles-sur-Loison
- Moirey-Flabas-Crépion
- Peuvillers
- Réville-aux-Bois
- Romagne-sous-les-Côtes
- Rupt-sur-Othain
- Ville-devant-Chaumont
- Vittarville
- Wavrille

## Supresión del cantón de Damvillers
En aplicación del Decreto nº 2014-166 de 17 de febrero de 2014, el cantón de Damvillers fue suprimido el 22 de marzo de 2015 y sus 20 comunas pasaron a formar parte del nuevo cantón de Montmédy.